# Fritz Darges
Fritz Darges (* 8. Februar 1913 in Dülseberg; † 25. Oktober 2009 in Celle) war ein SS-Obersturmbannführer und zeitweise persönlicher Adjutant von Adolf Hitler.

## Leben
Darges absolvierte eine kaufmännische Ausbildung. 1933 trat er in die SS ein (SS-Nummer 72.222). 1934 wurde er zum SS-Standartenjunker und 1935 zum SS-Untersturmführer 2. Standarte SS-Verfügungstruppe befördert. Darges nahm 1934/35 am 1. Lehrgang der SS-Junkerschule in Bad Tölz teil. 1937 wurde er zum Obersturmführer befördert. Anschließend versah er bis 1939 Dienst im Regiment „Germania“, bis 1940 beim Regiment „Deutschland“ und war danach Kompaniechef im Regiment „Der Führer“. Darges beantragte am 26. Mai 1937 die Aufnahme in die NSDAP und wurde rückwirkend zum 1. Mai desselben Jahres aufgenommen (Mitgliedsnummer 4.166.963).
Von 1936 bis 1939 war Darges Adjutant von Reichsleiter Martin Bormann. 1940 bis 1942 war er Ordonnanzoffizier bei Hitler; anschließend leistete er Truppendienst. Er wurde bei der Division Wiking am Terek eingesetzt und dort am 28. September 1942 schwer verwundet.
Von März 1943 bis zum 18. Juli 1944 war Darges persönlicher Adjutant bei Adolf Hitler im Führerhauptquartier, u. a. zuständig als Begleiter für die Sicherheit von Eva Braun und zur Absicherung Hitlers und dessen Umgebung. Die Entlassung aus Hitlers Umgebung soll nach Aussage von Rochus Misch erfolgt sein, weil Darges lachte, als es Hitler misslang, ein ihn störendes Insekt zu vertreiben. Nach seiner eigenen Version entging ihm durch Unaufmerksamkeit der ihm von Hitler durch einen Wink erteilte Befehl, Fliegen im Raum zu vertreiben.
Am 30. Januar 1944 wurde Fritz Darges zum SS-Obersturmbannführer befördert. Am 16. Mai 1944 heiratete er die Witwe Renate Freifrau von Hadeln, geb. Freiin von Thermann. 1944 soll er an die Ostfront strafversetzt worden sein. Dort wurde ihm in seiner Funktion als Kommandeur des SS-Panzer-Regiment 5 der 5. SS-Panzer-Division „Wiking“ bei den Kämpfen in Ungarn am 5. April 1945 das Ritterkreuz verliehen. Am 8. Mai 1945 wurde er von der US-Armee interniert und 1948 aus der Haft entlassen.
Nach dem Zweiten Weltkrieg lebte er in Celle (Niedersachsen) und arbeitete zunächst in einem Autohaus in der Reparaturannahme, später als Geschäftsführer des Roten Kreuzes von Celle. 1952 heiratete er die Kinderärztin Helene Sonnemann (1911–1998), die in Hamburg während des Zweiten Weltkrieges zumindest Zeugin der Kindereuthanasie, wenn nicht Beteiligte gewesen war. 1993 organisierte er ein Treffen von Ritterkreuzträgern in Celle mit. Fritz Darges starb im Oktober 2009 in Celle im Alter von 96 Jahren, wo er auf dem Stadtfriedhof bestattet wurde.